# جف لوواخی
جف لوواخی (انگلیسی: Jef Lowagie; ۱ نوامبر ۱۹۰۳ – ۱۸ دسامبر ۱۹۸۵) دوچرخه‌سوار اهل بلژیک بود.